# Martin Velits
Martin Velits (ur. 21 lutego 1985 w Bratysławie) – słowacki kolarz szosowy, zawodnik profesjonalnej grupy Quick-Step Floors.
Karierę zawodową rozpoczął w 2007 roku w zespole Wiesenhof. Rok później, przez dwa sezony jeździł w Team Milram, a od 2010 również przez dwa lata w Team HTC-Columbia.
Jest bratem bliźniakiem Petera, również kolarza szosowego.

## Najważniejsze zwycięstwa i sukcesy
2004
- mistrzostwo kraju do lat 23 ze startu wspólnego

2005
- mistrzostwo kraju do lat 23 ze startu wspólnego
- 1. miejsce na 3. etapie Giro del Capo

2006
- mistrzostwo kraju do lat 23 ze startu wspólnego
- 8. miejsce w Tour of Japan

2008
- 8. miejsce w Driedaagse van West-Vlaanderen

2009
- 4. miejsce w Vuelta a Andalucía
- mistrzostwo kraju ze startu wspólnego

2010
- mistrzostwo kraju w jeździe indywidualnej na czas
- 1. miejsce na etapie drużynowym w Vuelta a España